# Programa Universitario de Derechos Humanos UNAM
El Programa Universitario de Derechos Humanos (PUDH) de la Universidad Nacional Autónoma de México tiene inició en la Conferencia Internacional sobre Seguridad y Justicia en Democracia que organizaron la UNAM y el Instituto Iberoamericano de Derecho Constitucional con el fin de que algunos especialistas, nacionales y extranjeros, expusieran sus ideas en materia de seguridad pública y justicia penal por lo que redactaron y publicaron la Propuesta de una política de estado para la seguridad y la justicia.
El Programa coordina y realiza actividades de investigación, docencia, difusión de la cultura y extensión universitaria sobre temas cruciales de derechos humanos, con especial atención a las materias de seguridad pública y justicia penal.
En el año 2016 se vio involucrada en la petición que realizaron varias organizaciones y asociaciones de derechos humanos para solicitarle a la ONU investigara empresas por violaciones en materia de derechos humanos
En 2019 al participar como organizador del séptimo ciclo de conferencias Los derechos humanos hoy, el presidente de la Comisión Nacional de los Derechos Humanos (México), Luis Raúl González Pérez mencionó que México "se acerca" a convertirse, por presiones del gobierno de Estados Unidos, en un tercer país seguro en materia migratoria.

## Objetivos
- Crear propuestas basadas en diagnósticos para buscar la evolución en el ámbito de derechos humanos, seguridad pública y justicia penal en nuestro México.
- Contribuir a fortalecer la cultura de los derechos humanos en la comunidad universitaria y en el conjunto de la sociedad.
- Capacitar y actualizar a servidores públicos para que cumplan sus funciones de manera óptima.
- Analizar proyectos legislativos, normas jurídicas y resoluciones judiciales con un enfoque que favorezca el cumplimiento de los derechos humanos.
- Dar asesorías en proyectos legislativos, a fin de que cumplan con los estándares internacionales en materia de derechos humanos.
- Intervenir en litigios relevantes en los que estén en juego los derechos humanos.[5]